# Балагушево
Балагушево  (баш. Балағуш) — село в Чишминском районе Башкортостана, относится к Енгалышевскому сельсовету.

## Население
| 2002 | 2009 | 2010 |
| ---- | ---- | ---- |
| 272  | ↗276 | ↘241 |

Национальный состав
Согласно переписи 2002 года, преобладающие национальности — русские (30 %), башкиры (27 %).

## Географическое положение
Расстояние до:
- районного центра (Чишмы): 45 км,
- центра сельсовета (Енгалышево): 8 км,
- ближайшей ж/д станции (Юматово): 23 км,
- столицы региона (Уфа):  47 км.